# Karinské moře
Karinské moře (chorvatsky Karinsko more) nebo též Karinský záliv je brakický záliv v Chorvatsku v Zadarské župě. Je pojmenováno podle dvojice vesnic Donji Karin a Gornji Karin, které se u něj nachází. Na severu je Karinskou úžinou odděleno od Novigradského moře. Do Karinského moře se vlévají dva malé přítoky, a to říčka Karišnica na jihu a potok Bijela blízko ní. Blízko ústí těchto přítoků se nachází mokřad Tuvina s léčivým bahnem. Kolem moře se nachází mnoho sídel, do nichž patří Crna Punta, Donji Karin, Gornji Karin, Pridraga, Šušnjar, Šušnjar II a Vrulje. Karinské moře je často navštěvováno turisty, a to převážně ve známém letovisku Gornji Karin. V moři se nachází pouze jeden malý nepojmenovaný ostrůvek před letoviskem Pridraga.